# Ahmim
Ahmim (arabsko أخميم, ahminsko koptsko ⳉⲙⲓⲙ [xmiːm], sahisko/bohairsko koptsko  ϣⲙⲓⲛ  [ʃmiːn]) je mesto v Guvernatu Sohag v Gornjem Egiptu. Stari Grki so ga omenjali kot Hemmis (Χέμμις) ali Panopolis (Πανὸς πόλις). Mesto stoji na vzhodnem bregu Nila, 6,4 km severovzhodno od Sohaga.

## Zgodovina
V Starem Egiptu je bil znan kot Ipu, Apu ali Hent-min. Bil je glavno mesto devetega (kemitskega) noma Gornjega Egipta. Mesto naj bi bilo rojstno mesto Juja, uradnika Tutmoza IV. in Amenhotepa III. Itifaličnega Mina, ki so ga Grki istovetili s Panom, so tukaj častili kot "Močnega Hora". Herodot omenja tempelj, posvečen Perzeju, in trdi, da je bil Hemmis izjemen po prirejanju iger v čast tega junaka. Igre so se prirejale na grški način in na njih so se podeljevale nagrade. V resnici je znanih samo nekaj predstav Nubijcev in prebivalcev Punta (južni obalni Sudan in obala Eritreje), ki so plezali na drogove pred bogom Minom. Min je bil še posebej bog puščavskih poti na vzhodu Egipta. Trgovska plemena so se zbirala na njegovih festivalih verjetno zaradi posla in zabave predvsem v Koptosu in ne v Ahmimu, zato se zdi, da je Herodot morda zamenjal Koptos s Hemmisom.
Strabon kot starodavni industriji Panopolisa omenja tkanje platna in kamnoseštvo, zato verjetnno ni naključje, da je bilo pokopališče v Ahmimu eden od glavnih virov čudovitega egipčanskega tekstila iz rimske in krščanske dobe.
V krščanskem koptskem obdobju se je Ahmim imenoval Šmin, Kmin ali Kmim. V regiji so se že zelo zgodaj začeli na veliko graditi samostani.  Arhimandrit Šenouda (348–466) je bil menih v Atribisu pri Ahmimu. Nekaj let prej je v soseščini Ahmima na stara leta v izgnanstvu umrl nekdanji carigrajski patriarh Nestor. V Panopolisu je bil konec 4. stoletja rojen grški pesnik Nonnus.
Škofija Panopolis, sufragan Antinoë v Tebais Prima, je vključena na seznam naslovnih sedežev katoliške cerkve. Med panopolskimi škofi Le Quien omenja Arija, prijatelja svetega Pahomija, ki je zgradil tri samostane v mestu, Sabina in Menasa. Izkopavanja v Ahmimu so odkrila številne krščanske rokopise, med njimi fragmente Henohove knjige, Evangelija, Petrove Apokalipse, Dejanj efeškega zbora in številne krščanske napise.
V 13. stoletju je v Ahmimu še vedno stal zelo impozanten tempelj. Od njegove nekdanje slave je ostalo le malo, od mesta samega pa nič. Templji so bili v poznejšem srednjem veku skoraj popolnoma podrti, njihovo gradivo pa se je ponovno uporabilo za druge zgradbe. Obsežna pokopališča starodavnega Ahmima še niso v celoti raziskana. Leta 1981 so odkrili uničen vogal templja iz grško-rimskega obdobja z ogromnima kipoma Ramzesa II. in Meritamon.

## Sodobno mesto
Ahmim je nejvečje mesto v Gornjem Egiptu vzhodno od Nila. Leta 1907 je bilo v mestu 23.795 prebivalcev, od tega približno ena tretjina Koptov. Ahmim ima več mošej in dve koptski cerkvi. Samostan mučenikov se nahaja približno 6 km severovzhodno od mesta. V Ahmimu je tedenska tržnica in proizvodnja bombažnih izdelkov, zlasti modrih srajc  in šalov s svilenimi resicami, ki jih nosijo revnejši sloji Egipčanov. Izven obzidja so skromne ruševine dveh starodavnih templjev. Na zahodnem bregu Nila nasproti Ahmima je železniška proga med Kairom in Asuanom.